# 空腸
在消化系統的解剖學方面，空腸（Jejunum）是哺乳动物小肠的中段部分，上接十二指腸远端，下接迴腸近端，是消化吸收的主要场所。由于空肠蠕动快，常呈排空状态，故而得名。
人的空腸主要位于左上腹部，约占系膜小肠的五分之二，約有2.5米長，属腹膜内位器官。酸鹼度通常是在7至8之間（中性或輕微的鹼性）。空腸內部的表面有大量的絨毛，是為了吸收食物的營養。在空腸中會完成食物的最後消化階段。空腸內有腸腺分泌腸液。腸液內含雙糖酶以把雙糖水解成單糖；二肽酶把二肽水解成氨基酸；腸脂肪酶則把脂肪分解成甘油一酯和脂肪酸。空腸也吸收鈣離子、胺基酸等。